# Mas-Blanc-des-Alpilles
Mas-Blanc-des-Alpilles is een gemeente in het Franse departement Bouches-du-Rhône (regio Provence-Alpes-Côte d'Azur) en telt 373 inwoners (1999). De plaats maakt deel uit van het arrondissement Arles.

## Geografie
De oppervlakte van Mas-Blanc-des-Alpilles bedraagt 1,6 km², de bevolkingsdichtheid is 233,1 inwoners per km².
De onderstaande kaart toont de ligging van Mas-Blanc-des-Alpilles met de belangrijkste infrastructuur en aangrenzende gemeenten.

## Demografie
Onderstaande figuur toont het verloop van het inwonertal (bron: INSEE-tellingen).
Vanwege een beveiligingsprobleem met de MediaWiki Graph-software is het momenteel niet mogelijk deze grafiek weer te geven. Zodra de software is bijgewerkt zal de grafiek vanzelf weer zichtbaar worden.